# Гарячі тріщини
Гаря́чі трі́щини — крихкі міжкристалічні руйнування, що виникають у процесі затвердіння зварювальної ванни під дією напруження усадки. Гарячі тріщини з'являються найчастіше при кристалізації останніх порцій рідкої фази, тому інша назва таких тріщин — кристалізаційні. Підвищену схильність до утворення гарячих тріщин при зварюванні виявляють аустенітні сталі, сплави нікелю, алюмінію, міді.
Хімічний склад металу, що зварюється створює першочерговий вплив на стійкість зварних з'єднань проти кристалізаційних тріщин.
Простежимо вплив легуючих добавок і домішок на стійкість проти утворення гарячих тріщин зварних з'єднань конструкційних сталей.
Сірка — шкідлива домішка в сталях. Підвищення вмісту сірки в металі шву різко знижує його стійкість проти кристалізаційних тріщин. Сірка практично нерозчинна у твердому залозі, а тому знаходиться в сталі у вигляді сульфідних включень. Причина утворення кристалізаційних тріщин у присутності сірки — утворення легкоплавких сульфідних прошарків, що розташовуються по межах кристалітів металу шву.
Сірка потрапляє в метал шву з основного та присадочного металу і з матеріалів, що входять до складу електродного покриття або флюсу. Згідно з діючими стандартами вміст сірки у конструкційних сталях не повинен перевищувати 0,05 %, а зазвичай становить 0,03 … 0,04 %. Зниження вмісту сірки в сталі в порівнянні з цими кількостями можливо, але доцільніше знижувати вміст сірки в зварювальних матеріалах, зокрема у зварювальному дроті. ГОСТ 2246-70 обмежує вміст сірки в низьковуглецевому і легованому зварювальної дроті до 0,04 … 0,02 %. У високолегованому дроті деяких марок допустимий вміст сірки становить 0,015 %. Жорстко обмежений вміст сірки в електродних покриттях та зварювальних флюсах. Фосфор надає шкідливий вплив на стійкість металу шву проти кристалізаційних тріщин, а при знижених температурах викликає різке зниження ударної в'язкості. Кристалізаційні тріщини з'являються по межах кристалітів, де тверднуть останні порції розплаву, збагачені фосфором. Поява тріщин тим імовірніше, чим вище концентрація фосфору і нижче його розчинність в твердому металі.
Так як розчинність фосфору в аустеніті менше, ніж у Феррі, небезпека утворення кристалізаційних тріщин у швах аустенітів значно вища. Якщо при кристалізації металу шву крім аустеніту утворюється ще й ферит, небезпека появи тріщин зменшується, тому що більша частина фосфору розчиняється в Феррі.
Фосфор потрапляє в метал шву з основного та електродного металів і з матеріалів, що входять до складу покриттів і флюсів. У конструкційних вуглецевих сталях вміст фосфору повинен бути не більше 0,055 %, а в легованих сталях — не більше 0,03 %. Згідно з ГОСТ 2246-70 вміст фосфору в СВА придатному дроті не повинен перевищувати 0,04 %. У електродні покриття і флюси фосфор потрапляє в основному з марганцевою рудою.
Вуглець — найважливіший елемент, що визначає структуру та властивості зварних з'єднань і поведінку при експлуатації. Разом з тим вуглець надає різко негативний вплив на стійкість металу шву проти кристалізаційних тріщин. При зварюванні вуглецевих і низьколегованих сталей вуглець посилює шкідливу дію сірки. При зварюванні високолегованих сталей вуглець сприяє утворенню по межах кристалітів легкоплавких евтектиків карбідного походження, що також знижує стійкість швів проти кристалізаційних тріщин. Критичний вміст вуглецю залежить від конструкції вузла, наявності або відсутності попереднього підігріву, форми швів і вмісту в сталі інших елементів, у першу чергу сірки.
Вуглець потрапляє в метал шву з основного та електродного або присадочного металу. Щоб знизити вміст вуглецю в металі шву, застосовують зварювальний дріт з низьким вмістом вуглецю, зменшують частку основного металу у шві. За рахунок взаємодії металу з газовою і шлаковою фазами може відбуватися окислення (угар) вуглецю, що також знижує його зміст у шві.
Кремній сприяє утворенню кристалізаційних тріщин у швах вуглецевих сталей, проте його шкідливий вплив значно слабкіший, ніж вуглецю. У чисто аустенітних хромонікелевих швах кремній більш небезпечний щодо утворення кристалізаційних тріщин, ніж у швах вуглецевої сталі. Це обумовлено виділенням на кордонах кристалітів плівок силіциду та інших легкоплавких сполук. Поява феритної складової в структурі аустенітних швів підвищує їх стійкість проти утворення тріщин. Розчиняючись в Феррі, кремній підвищує його міцність. Кремній переходить у метал шву з основного та присадочного металів і в результаті реакції відновлення з електродного покриття або флюсу. Слід забезпечувати присутність у шві кремнію в кількостях, необхідних для усунення пористості, але не викликаючих зниження стійкості проти утворення тріщин. Оптимальний вміст кремнію залежить від способу зварювання, форми швів і складу основного металу.